# 독일-이스라엘 관계
독일-이스라엘 관계(영어: Germany-Israel relations, 독일어: Deutsch-israelische Beziehungen, 히브리어: יחסי גרמניה-ישראל)에서는 독일과 이스라엘 간의 과거 및 현재의 관계에 대해서 다룬다.
유대인들은 20세기 초반까지 독일 전역에 살고 있었으며, 이들은 이디시어를 구사하며 독일 사회에 동화되어 살고 있었다. 그러나 나치 독일 시절 벌어진 광범위하고 잔혹한 유대인 탄압과 학살은 아슈케나짐 등 독일계 유대인을 독일에서 탈출하게 만들었다. 또한 아우슈비츠 강제 수용소와 게토, 그리고 다하우 강제 수용소에서 열악한 유대인들의 생활은 추후 생존자들에 의해 공개되며 수많은 공분을 샀다.

이러한 히틀러의 나치독일의 유대인 학살은 이스라엘 국민들에게 독일에 대하여 오랫동안 앙금을 남겼다. 독일의 전신 국가 중 하나인 서독은 이스라엘과 1965년 외교 관계를 수립하면서 양자 관계를 시작하였다. 반대로 동독은 멸망하기 전까지 이스라엘과 어떠한 공식적인 관계를 맺지 않았다. 독일과 이스라엘은 서독이 이스라엘에게 사죄의 손길을 내밀면서 시작되었다. 1951년 콘라트 아데나워 총리는 이스라엘에 대한 사과를 독일 하원에서 연설하였다.
"독일은 유대인들에게 형언할 수 없는 범죄를 저질렀다"— 서독 연방의회에서 아데나워 총리 (1951년 9월 27일)

이듬해 서독과 이스라엘은 룩셈부르크 조약(서독과 이스라엘 간 배상 협정)을 체결하며, 나치 독일의 홀로코스트 배상 문제에 대한 문제를 해결하는데 노력하기로 합의한다. 당시 서독과 이스라엘의 극적인 합의에 양국의 국민들이 모두 놀랐으며, 이스라엘 내부에서는 살인자들의 돈을 받을 수 없다며 반대 시위가 이어졌다. 당시 서독의 이러한 결정의 목적은 이스라엘과 즉각적인 수교가 아니였으며, 두 국가는 대략 10년 뒤인 1962년에 수교에 합의한다.
독일은 오늘날에도 이스라엘의 홀로코스트 생존자들에게 지원금을 보내고 있다. 주한 독일 대사관, 주한 이스라엘 대사관, 주한독일문화원은 국제 홀로코스트 희생자 추모의 날을 합동으로 매년 추모하고 있다. 독일 내부에서도 공교육을 통해서 과거의 실수를 반복하지 않기 위해서 역사와 문화 등 다양한 분야에서 이를 기억하는 사회적 장치를 운영하고 있다.
수교 이후 두 국가는 문화, 안보, 국방 분야에서 조금씩 협력을 진행시켰다. 두 국가는 워킹 홀리데이 프로그램을 운영 중이다. 이스라엘에 독일은 많은 군사장비를 수출하는 나라 중 하나다. 1972년 뮌헨 올림픽 참사 당시 독일 경찰이 이스라엘 선수단 인질들의 구출에 실패하면서, 두 국가는 이들을 기리기 위한 추모식을 매년 열고 있다.
이스라엘-하마스 전쟁이 발발한 가운데, 독일은 유엔 총회에서 휴전 결의안에 대하여 2번 모두 기권표를 행사하였다. 또한 가자 지구 내 이스라엘 군대의 전쟁범죄에 대해 올라프 숄츠 및 아날레나 베어보크 장관은 항의 의사를 표하였다.

## 같이 보기
- 독일의 대외 관계
- 이스라엘의 대외 관계